# John Tukey
John Tukey   (New Bedford, 16 de juny de 1915 - New Brunswick, 26 de juliol de 2000) va ser un estadístic nord-americà nascut a New Bedford, Massachusetts.
L'any 1936 es va graduar a la Brown University i el 1937 va obtenir el Màster en Ciències Químiques. Es va doctorar en Matemàtiques a la Princeton University.
Durant la Segona Guerra Mundial, Tukey va treballar a l'Oficina d'Investigació del Control de Foc d'Artilleria i va col·laborar amb Samuel Wilks i William Cochran. Després de la guerra va tornar Princeton repartint el seu temps entre la universitat i AT&T Bell Laboratories. Va ser professor a temps complet als 35 anys i fundador i director del Departament d'Estadística de Princeton l'any 1965.
Entre altres contribucions a la societat civil, Tukey va formar part d'un comitè de l'Associació Americana d'Estadística que va elaborar un informe qüestionant les conclusions de l'Informe Kinsey “Statistical Problems of the Kinsey Report on Sexual Behavior in the Human Male”.
Va ser guardonat amb la Medalla Nacional de Ciència pel president Richard Nixon el 1973. També va ser guardonat amb la Medalla d'Honor de l'IEEE el 1982, "Per les seves contribucions a l'anàlisi espectral de processos aleatoris i a l'algorisme de càlcul de la transformada ràpida de Fourier (FFT)."
Tukey es va retirar el 1985 i va morir a New Brunswick, Nova Jersey l'any 2000.

## Contribucions científiques
Encara que el seu interès estadístic va ser molt divers, Tukey és especialment considerat pel desenvolupament, juntament amb James Cooley, de l'algorisme Cooley-Tukey per calcular la transformada ràpida de Fourier (FFT). L'any 1970 va introduir el que avui es coneix com a estimació jackknife o també anomenada estimació Quenouille-Tukey jackknife. El 1977, en el seu llibre “Exploratory Data Analysis” va descriure per primer cop els diagrames de caixa (“Box-whisker plots”).
La prova de rangs de Tukey, la distribució lambda de Tukey, la prova d'additivitat de Tukey i el lema de Tukey porten tots ells el seu nom. També va ser el creador de diversos mètodes poc coneguts com ara el "trimean" (una mitjana ponderada entre la mediana i els dos quartils) i la línia mitjana-mitjana, una alternativa més simple per a la regressió lineal. El 1974, va desenvolupar, amb Jerome H. Friedman, el concepte de la recerca de la projecció (“Projection pursuit”).
També va contribuir amb consideracions sobre l'aplicació pràctica de l'estadística i va articular una important distinció entre l'anàlisi exploratòria de dades i l'anàlisi de dades de confirmació, ja que en la seva opinió la metodologia estadística acostuma a fer massa èmfasi en aquesta última.
Tot i que creia en la utilitat de la separació dels dos tipus d'anàlisi, va assenyalar que de vegades, sobretot en les ciències naturals, això era problemàtic i aquest tipus de situacions les va anomenar “la ciència incòmoda”.

### Termes estadístics
Tukey va introduir molts termes estadístics que avui en dia són d'ús comú però les dues invencions més famoses que se li atribueixen estan relacionades amb la informàtica. Mentre treballava amb John Von Neumann en els primers dissenys de computadores Tukey va introduir la paraula "bit" com una contracció de "binary dígit", la unitat d'informació. El terme "bit" va ser utilitzat per primera vegada per Claude Shannon el 1948.
L'any 2000, Fred Shapiro, bibliotecari a Yale Law School, va publicar una carta on afirmava que l'article de Tukey del 1958 "The Teaching of Concrete Mathematics" contenia l'ús més antic conegut del terme "programari" (“Software”) trobat en una recerca electrònica als arxius JSTOR, dos anys abans a la citació de l'Oxford English Dictionary. Això va portar a molts a creure que Tukey va encunyar el terme, sobretot en els obituaris publicats aquell mateix any, encara que Tukey mai va reclamar haver-lo introduït. El 1995, Paul Niquette havia afirmat que havia encunyat originalment el terme a l'octubre de 1953, tot i que no va poder trobar cap document en suport de la seva reclamació. La publicació més antiga coneguda del terme "programari" en un context d'enginyeria correspon a un memoràndum d'investigació de Rand Corporation signat per Richard R. Carhart l'any 1953.

## Publicacions seleccionades
- D. F. Andrews; P. J. Bickel; F. R. Hampel; P. J. Huber; W. H. Rogers; J. W. Tukey. (1972). Robust estimates of location: survey and advances. Princeton (NJ): Princeton University Press. ISBN 0-691-08113-1. OCLC 369963.
- K. E. Basford; J. W. Tukey. (1998). Graphical analysis of multiresponse data. Boca Raton (FL): Chapman & Hall/CRC. ISBN 0-8493-0384-2. OCLC 154674707.
- R. B. Blackman; J. W. Tukey. (1959). The measurement of power spectra from the point of view of communications engineering. Mineola (NY): Dover Publications. ISBN 0-486-60507-8.
- D. C. Hoaglin; F. Mosteller; J. W. Tukey (Eds.) (1983). Understanding Robust and Exploratory Data Analysis. Hoboken (NJ): Wiley. ISBN 0-471-09777-2. OCLC 8495063.
- D. C. Hoaglin; F. Mosteller; J. W. Tukey (Eds.) (1985). Exploring Data Tables, Trends and Shapes. Hoboken (NJ): Wiley. ISBN 0-471-09776-4. OCLC 11550398.
- D. C. Hoaglin; F. Mosteller; J. W. Tukey (Eds.) (1991). Fundamentals of exploratory analysis of variance. Hoboken (NJ): Wiley. ISBN 0-471-52735-1. OCLC 23180322.
- S. Morgenthaler; J. W. Tukey (Eds.) (1991). Configural polysampling: a route to practical robustness. Hoboken (NJ): Wiley. ISBN 0-471-52372-0. OCLC 22381036.
- F. Mosteller; J. W. Tukey. (1977). Data analysis and regression: a second course in statistics. Reading (MA): Addison-Wesley. ISBN 0-201-04854-X. OCLC 3235470.
- J. W. Tukey. (1940). Convergence and Uniformity in Topology. Princeton (NJ): Princeton University Press. ISBN 0-691-09568-X. OCLC 227948615.
- J. W. Tukey. (1977). Exploratory Data Analysis. Reading (MA): Addison-Wesley. ISBN 0-201-07616-0. OCLC 3058187.

Obra completa de John W. Tukey, editada per William S Cleveland
- D. R. Brillinger. (Ed.) (1984). Volume I: Time series, 1949–1964. Monterey (CA): Wadsworth. ISBN 0-534-03303-2. OCLC 10998116.
- D. R. Brillinger. (Ed.) (1985). Volume II: Time series, 1965–1984. Monterey (CA): Wadsworth. ISBN 0-534-03304-0. OCLC 159731367.
- L. V. Jones. (Ed.) (1985). Volume III: Philosophy and principles of data analysis, 1949–1964. Monterey (CA): Wadsworth & Brooks/Cole. ISBN 0-534-03305-9. OCLC 159731367.
- L. V. Jones. (Ed.) (1986). Volume IV: Philosophy and principles of data analysis, 1965–1986. Monterey (CA): Wadsworth & Brooks/Cole. ISBN 0-534-05101-4. OCLC 165832503.
- W. S. Cleveland, (Ed.) (1988). Volume V: Graphics, 1965–1985. Monterey (CA): Wadsworth & Brooks/Cole. ISBN 0-534-05102-2. OCLC 230023465.
- C. L. Mallows. (Ed.) (1990). Volume VI: More mathematical, 1938–1984. Monterey (CA): Wadsworth & Brooks/Cole. ISBN 0-534-05103-0. OCLC 232966724.
- D. R. Cox. (Ed.) (1992). Volume VII: Factorial and ANOVA, 1949–1962. Monterey (CA): Wadsworth & Brooks/Cole. ISBN 0-534-05104-9. OCLC 165366083.
- H. I. Braun. (Ed.) (1994). Volume VIII: Multiple comparisons, 1949–1983. Boca Raton (FL): Chapman & Hall/CRC. ISBN 0-412-05121-4. OCLC 165099761.